# 諾基亞Lumia 822
诺基亚Lumia 822是一款在2012年10月29日发布，使用Windows Phone 8操作系统的智能手机，為Verizon定制机。 Lumia 822是诺基亚Lumia 820的改良型号。Lumia 822支持Qi無線充电标准和LTE上網制式。

## 历史

### 发布
在2012年10月29日发布Windows Phone 8 时，Steve Ballmer同時宣布推出Lumia 822。作為诺基亚Lumia 820的改进型号，除了支持Verzion的LTE网络，内置存储亦由8GB扩大到16GB。於2012年11月15日正式发售。
2014年2月18日，诺基亚Lumia 822收到了'Black'固件升级(版本号3051.40000.1352.0042),随后收到了'DENIM'固件升级，可将系统升级至Windows Phone 8.1。

## 硬件
Lumia 822在机身设计和形状上与Lumia 920和820有显著分別。Lumia 822共有四种颜色：黑，白，灰，红。

### 处理器、存储和内存
Lumia 822装备了高通Snapdragon S4双核处理器，频率為1.5GHz，配有1GB記憶體.
内置存储空間為16GB，可透過MicroSD扩展存储空間，上限為64GB。

### 屏幕
Lumia 822使用第二代康宁大猩猩玻璃，擁有分辨率为800×480的4.3寸AMOLED屏幕，同時使用诺基亚悦幕技术。該技術通过在屏幕中添加一个偏振滤镜以消除屏幕表面光反射，提高对比度。

### 相机
类似于Lumia 820，后置鏡頭規格為f/2.2，800万像素，並配備卡尔蔡司认证透镜。后置鏡头支援以30fps拍攝1080p全高清影片；前置摄像头規格則為120万像素，可以拍攝720p影片。

### 网络與連接
Lumia 822支持全部Verizon的CDMA、LTE频段，同样支持多种世界各国采用的GSM频段。同時亦支持NFC。

### 無線充电
Lumia 822 支持Qi标准无线充电。